# Abraham-Nicolas Couleru
Abraham-Nicolas Couleru (* 1717 in Montbéliard; † 30. August 1812 ebenda) war ein französischer Kunsttischler. Er ist das bekannteste Mitglied der Ebenistendynastie Couleru aus Montbéliard, welches einst württembergisches Herrschaftsgebiet war.

## Leben
Couleru ist der Sohn des Zimmermanns Nicolas Couleru (1686–1767) aus Bart, einem Dorf nahe Montbéliard. Er hatte acht Brüder. Im Jahre 1720 zog die Familie nach Montbéliard. Wie viele seiner Familienangehörigen absolvierte er eine Ausbildung als Spinnrad-Drechsler. Im Jahre 1728 wurde sein Vater Leiter der Gesellschaft der Zimmerleute.
Mit 22 Jahren verließ Couleru Montbéliard, um in Paris die Marketeriekunst zu lernen. Nach seiner Rückkehr 1746 eröffnete er ein Atelier und erhielt die „Protection“ des Herzogs Carl Eugen von Württemberg.
Im Jahre 1750 heiratete er Catherine Mégnin, mit der er vier Söhne hatte. Mit seinem Sohn Pierre Nicolas (1755–1824) arbeitete er später zusammen.
Er stellte zahlreiche Möbel her, darunter Kommoden, Sekretäre, Schreibtische und Kassetten. Diese Stücke wurden von Couleru mit Intarsien in Form geometrischer Motive, geschweiften Filets (d. s. fadenförmige feine Leisten aus Holz, Metall, Elfenbein etc.), Blumen oder Stillleben versehen. Sie wurden fast alle im Louis-quinze-Stil oder im klassizistischen Stil gefertigt und auf der Schubladenseite signiert.
1780 zog sich Couleru aus dem Berufsleben zurück. Er verstarb im Jahre 1812.
Einige seiner Möbel befinden sich im Museum für Kunst und Geschichte und im Hôtel Beurnier-Rossel, Montbéliard und im Neuen Schloß Tettnang.